# Canal inguinal
Le canal inguinal est un canal anatomique situé dans la région inguinale qui permet un passage de la cavité abdominale vers les organes génitaux externes. 

## Structure
Le canal inguinal traverse les trois muscles larges de l'abdomen avec un trajet de 4 à 5 cm chez l'adulte en chicane. Il est dirigé de l'extérieur vers l'intérieur, de haut en bas et du latéral vers le médial. La présence d'une chicane renforce le canal et évite la formation de hernie.
La paroi antérieure du canal inguinal est constitué par latéralement les muscles oblique externe, oblique interne et transverse de l'abdomen et médialement par l'aponévrose du muscle oblique externe qui forme les piliers médial et latéral de l'anneau inguinal superficiel qui limite ce dernier.
La paroi postérieure du canal inguinal est constitué du plan superficiel au plan profond par le ligament inguinal réfléchi, le tendon conjoint et le fascia transversalis.
La paroi inférieure du canal inguinal est constitué par le ligament inguinal.

La paroi supérieure du canal inguinal est constitué par les fibres arquées des muscles oblique interne et transverse de l’abdomen.

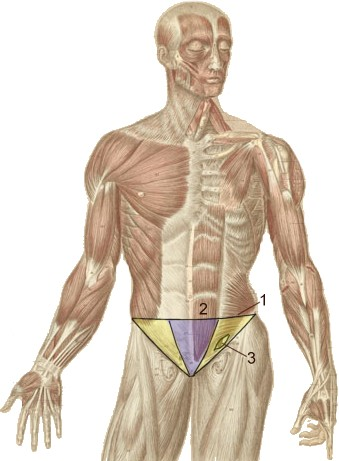
Région inguinale (en jaune avec [3] : canal inguinal) et pubienne (en bleu).

L'orifice superficiel du canal inguinal est formé par la division en deux tendons (latéral et médial) de la terminaison du muscle oblique externe de l'abdomen, : les piliers médial et latéral de l'anneau inguinal superficiel. La limite inférieure est soit constituée du pubis soit du tendon croisé du muscle oblique externe controlatéral.
L'orifice profond du canal inguinal est formé médialement par un épaississement du fascia transversalis formant le ligament interfovéolaire et latéralement le ligament inguinal. 
Lorsque les muscles larges se contractent, le diamètre du canal se réduit, la chicane se renforce et les couches musculaires se resserrent, évitant ainsi l'apparition de hernie. 

## Anatomie fonctionnelle
Le canal inguinal permet le passage du cordon spermatique chez l'homme et du ligament rond de l'utérus chez la femme.

## Aspect clinique
Lors d'un relâchement pathologique des muscles, d'une hyperpression abdominale chronique ou du vieillissement des tissus, les trois orifices s'alignent, facilitant ainsi la formation de hernie avec le prolapsus d'organe en dehors de la cavité abdominale.